# Vychovávat Hope
Vychovávat Hope (v anglickém originále Raising Hope) je americký televizní komediální seriál. Vytvořil jej producent Greg Garcia a první díl byl odvysílán 21. září 2010 na stanici Fox.

## Zápletka
23letý Jimmy Chance, který bydlí společně s rodiči a svojí senilní prababičkou v malém americkém městečku, se náhodou setká s dívkou Lucy. Po noci strávené společně zjistí, že se jedná o hledanou sériovou vražedkyni, která je poté zatčena. O osm měsíců později ho Lucy zkontaktuje z věznice a řekne mu o jejich dceři jménem Princezna Beyonce (anglicky Princess Beyonce). Lucy dceru předá Jimmymu a poté je na ní vykonán trest smrti v elektrickém křesle. Mladý, hodný a dobrosrdečný Jimmy se tak zničehonic stal otcem a musí se starat o malou Hope, jak dítě přejmenoval. V tom mu pomáhají nejen rodiče, ale i další kamarádi a známí, včetně Sabriny, dívky z obchodu, jež se Jimmymu líbí.

## Obsazení
| Lucas Neff               | James „Jimmy“ Chance, otec Hope                                  |
| Martha Plimptonová       | Virginia Chanceová, Jimmyho matka                                |
| Garret Dillahunt         | Burt Chance, Jimmyho otec                                        |
| Shannon Woodward         | Sabrina Collinsová, prodavačka v supermarketu, Jimmyho kamarádka |
| Gregg Binkley            | Barney Hughes, manažer supermarketu                              |
| Baylie a Rylie Cregutovy | Hope Chanceová (rozená Princezna Beyonce Carlyleová)             |
| Cloris Leachman          | Barbara June „Babča“ Thompsonová, Jimmyho prababička             |

## Řady a díly
| Řada | Díly | Premiéra v USA     | Premiéra v USA  | Premiéra v ČR | Premiéra v ČR    |
| Řada | Díly | První díl          | Poslední díl    | První díl     | Poslední díl     |
| ---- | ---- | ------------------ | --------------- | ------------- | ---------------- |
| 1    | 22   | 21. září 2010      | 17. května 2011 | 1. února 2011 | 28. června 2011  |
| 2    | 22   | 20. září 2011      | 17. dubna 2012  | 7. února 2012 | 3. července 2012 |
| 3    | 22   | 2. října 2012      | 28. března 2013 | 5. února 2013 | 25. června 2013  |
| 4    | 22   | 15. listopadu 2013 | 4. dubna 2014   | 4. února 2014 | 1. července 2014 |